# Crescent (Album)
Crescent ist ein Jazz-Album von John Coltrane, durch Rudy Van Gelder aufgenommen in Englewood Cliffs, New Jersey vom 27. April bis 1. Juni 1964 und veröffentlicht auf Impulse! Records.

## Das Album
Crescent war Coltranes erstes Studioalbum nach seiner Zusammenarbeit mit dem Sänger Johnny Hartman im März 1963 (John Coltrane and Johnny Hartman). Es
entstand ein halbes Jahr vor seinem legendären Album A Love Supreme.
Mit seinem Quartett aus McCoy Tyner, Jimmy Garrison und Elvin Jones spielte er nur Eigenkompositionen; Coltrane verwendet hier nur das Tenorsaxophon. Es gilt als sein melancholischstes und düsterstes Album, nach Cook & Morton die dark hour vor der spirituellen Dämmerung von Love Supreme. Lediglich der kurze Titel Bessie's Blues hebt sich aus dieser Grundstimmung heraus, ebenso das im mittleren Tempo gespielte Wise One, in das McCoy Tyner mit tänzerischen Akzenten die Sambarhythmen Südamerikas integriert. Wise One und Lonnie's Lament wurzeln in den field calls, Spirituals und spontanen Blues.
Das Titelstück „Crescent“ wird von Coltrane „mit einem gewaltig hymnischen Eingangschorus vorgestellt und in einem mittelschnellen Tempo eindrucksvoll und in abgeklärter Reife improvisiert“, so die Coltrane-Biographen Gerd Filtgen und Michael Außerbauer. Sie erkennen die motivische Vorwegnahme des folgenden A Love Supreme: „Ausdrucksfülle und Geschlossenheit haben ein Optimum erreicht; eine weitere Steigerung scheint undenkbar.“
Nach der „schwebenden Bluesstimmung“ von „Bessie's Blues“ benutzt Coltrane ein Rhythm-and-Blues-Riff als „Vehikel für eine pulsierende, vorwärts drängende Improvisation. Er trifft darin den Nerv der Großstadt mit all ihrer Hektik und den allgegenwärtigen Klängen.“
Dagegen ist der Saxophonist im folgenden Lonnie’s Lament nur der Themenlieferant; der Titel ist ein feature für ein weit gefächertes Solo des Pianisten, an das sich Bassist Jimmy Garrison anschließt: „Ohne dass etwas von seinem individuellen Ausdruck verloren geht, handhabt Jimmy sein Instrument mit exzellenter Perfektion. Phantasievolle Melodielinien wechseln mit leichten rhythmischen Verschiebungen.“
Der Titel wurde zu dieser Zeit vom John Coltrane Quartet auch live gespielt, erschienen auf dem Pablo-Album Afro-Blue Impressions.
Der letzte Titel The Drum Thing ist ein feature für den Schlagzeuger Elvin Jones, das ihm Freiraum für Improvisation lässt, mit sparsamer melodischer Begleitung Coltrane.
Jones lässt hier afrikanisch anmutende Klänge auf dem Tomtom hören. Filtgen und Außerbauer schrieben hierzu: „Mit unglaublicher Präzision werden immer neue wechselnde rhythmische und melodische Einfälle ineinander verwoben. Genauso faszinierend ist der Einsatz verschiedener Lautstärke-Intensitäten.“
Das Album enthält neben den Liner Notes von Nat Hentoff einen kurzen Kommentar von LeRoi Jones / Amiri Baraka, der John Coltrane als daringly human, („gewagt menschlich“) bezeichnet.
Bei der April-Session entstand auch eine erste Version des Titels „Song of Praise“ (Head Arrangement); der endgültige Titel erschien 1965 auf dem Album The John Coltrane Quartet Plays.

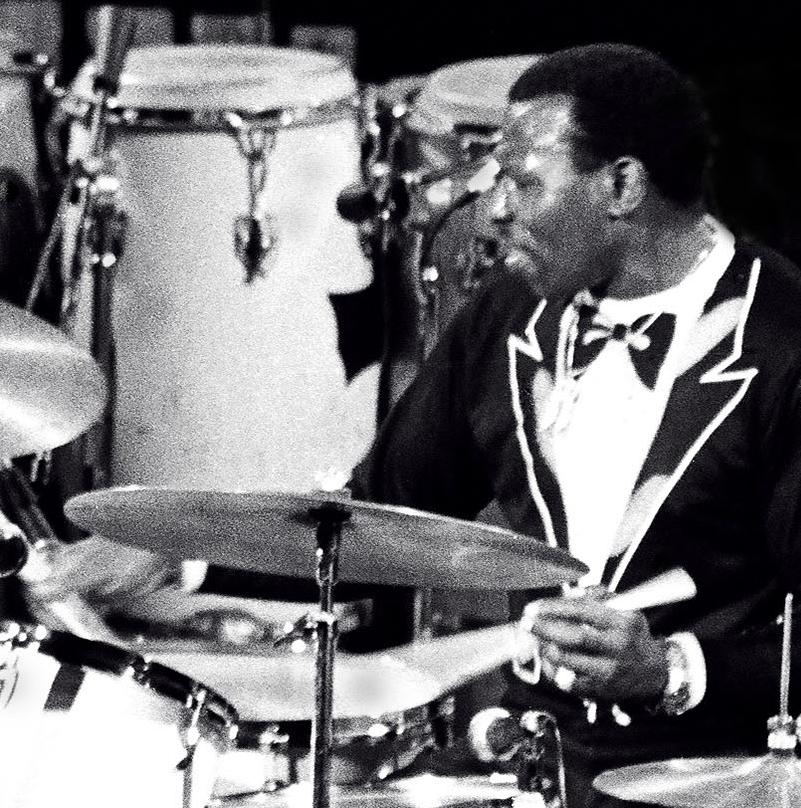
Elvin Jones (1977)

## Die Titel
- John Coltrane Quartet – Crescent (Impulse AS-66)
  1. Crescent – 8:41
  2. Wise One – 9:00
  3. Bessie’s Blues – 3:22
  4. Lonnie’s Lament – 11:45
  5. The Drum Thing – 7:22

## Bewertung des Albums
Richard Cook und Brian Morton haben in ihrem Penguin Guide to Jazz dem Album die zweithöchste Bewertung verliehen; sie hoben insbesondere das schwermütige Wise One und die eindringliche Blues-Ballade Lonnie’s Lament hervor. Nach Ansicht der Autoren enthielt letzteres Stück eines der besten Solos des Bassisten Garrison.
The Drum Thing hebt Elvin Jones hervor, der ansonsten auf dem Crescent-Album eine weniger hervorgehobene Rolle spielt als auf vorangegangenen Alben des Quartetts.
Die gleiche Bewertung vergab auch der All Music Guide; er stellte es als ein episches Album heraus, das die meditative Seite Coltrane offenbare, als ein perfektes Vorspiel zu seinem unsterblichen Werk A Love Supreme. Tyner, Garrison und Elvin Jones unterstützen ihn bei seinen weicheren Seiten, auch wenn Crescent nicht völlig im Balladenstil gehalten ist. Highlights des Albums sind für den Autor die andächtige, gleichzeitig freie Ballade Crescent, mit einem geduldig und sich zurücknehmend spielenden Coltrane, während sich im äußerst schönen Wise One die verträumten Stimmungen von Tyner mit dem unruhigen Tenor Coltranes in einem leichten Latinrhythmus verbinden. Nastos nennt sie „ultimate Spiritual-Songs, und zwei der wirklich größten in Coltranes Karriere.“ Während Bessie's Blues als klassisches Hardbop-Thema mit kurzen wiederholten Refrains auftrete, sei Lonnie’s Lament eine dunkle, traurige Jazzballade, die eine Welt voller Ungerechtigkeit und Unfairness reflektiere in Form einer endgültigen Eulogie.